# Willi Scheidhauer
Willi Scheidhauer (* 27. September 1924 in Niederlinxweiler; † 25. Juli 2012 in Saarbrücken) war ein deutscher Motorradrennfahrer und Unternehmer.

## Karriere
Willi Scheidhauer stammte aus Niederlinxweiler, das bis 1974 eigenständig war und heute zu St. Wendel gehört. Bei den Motorradrennen in seiner saarländischen Heimat war er insgesamt elfmal am Start.
Im Jahr 1954 belegte Scheidhauer auf einer 125-cm³-MV-Agusta beim Feldbergrennen rund um den Großen Feldberg im Taunus, das zur Deutschen Straßenmeisterschaft gehörte, gegen starke internationale Konkurrenz den sechsten Platz. Beachtenswerte Erfolge gelangen ihm u. a. 1956 und 1958 mit Siegen im niederländischen Zandvoort 1956 und 1958 – vor dem neunfachen Weltmeister Mike Hailwood.
In der Motorrad-Weltmeisterschaft gelangen Scheidhauer zwei nennenswerte Platzierungen. Auf 125-cm³-MV-Agusta erreichte er 1954 beim Großen Preis der Nationen in Monza Rang sechs und 1955 bei der Dutch TT in Assen Rang fünf.
Willi Scheidhauer wurde in seiner Laufbahn dreimal Deutscher Straßenmeister in der 125-cm³-Klasse. In den Jahren 1959, 1960 und 1961 gewann er jeweils auf Ducati den Titel. 
Nach Saisonende 1961 verkaufte Scheidhauer seine Ducati und beendete seine Rennfahrerkarriere. Er widmete sich nun seinem Volvo-Autohaus, das 1988 sein Sohn Reiner übernahm. Reiner Scheidhauer war ebenfalls erfolgreicher Motorradrennfahrer und zweifacher Deutscher Motorradmeister.
Willi Scheidhauer starb am 25. Juli 2012 im Alter von 87 Jahren.

## Statistik

### Erfolge
- 1959 – Deutscher 125-cm³-Meister auf Ducati
- 1960 – Deutscher 125-cm³-Meister auf Ducati
- 1961 – Deutscher 125-cm³-Meister auf Ducati

### In der Motorrad-Weltmeisterschaft
| Saison | Klasse  | Motorrad  | Rennen | Siege | Podien | Schn. Rennrunden | Punkte | Ergebnis |
| ------ | ------- | --------- | ------ | ----- | ------ | ---------------- | ------ | -------- |
| 1954   | 125 cm³ | MV Agusta | 1      | –     | –      | –                | 1      | 17.      |
| 1955   | 125 cm³ | MV Agusta | 1      | –     | –      | –                | 2      | 13.      |
| Gesamt | Gesamt  | Gesamt    | 2      | 0     | 0      | 2                | 3      |          |